# Rencontres de la Ligue des champions de l'UEFA 2015-2016

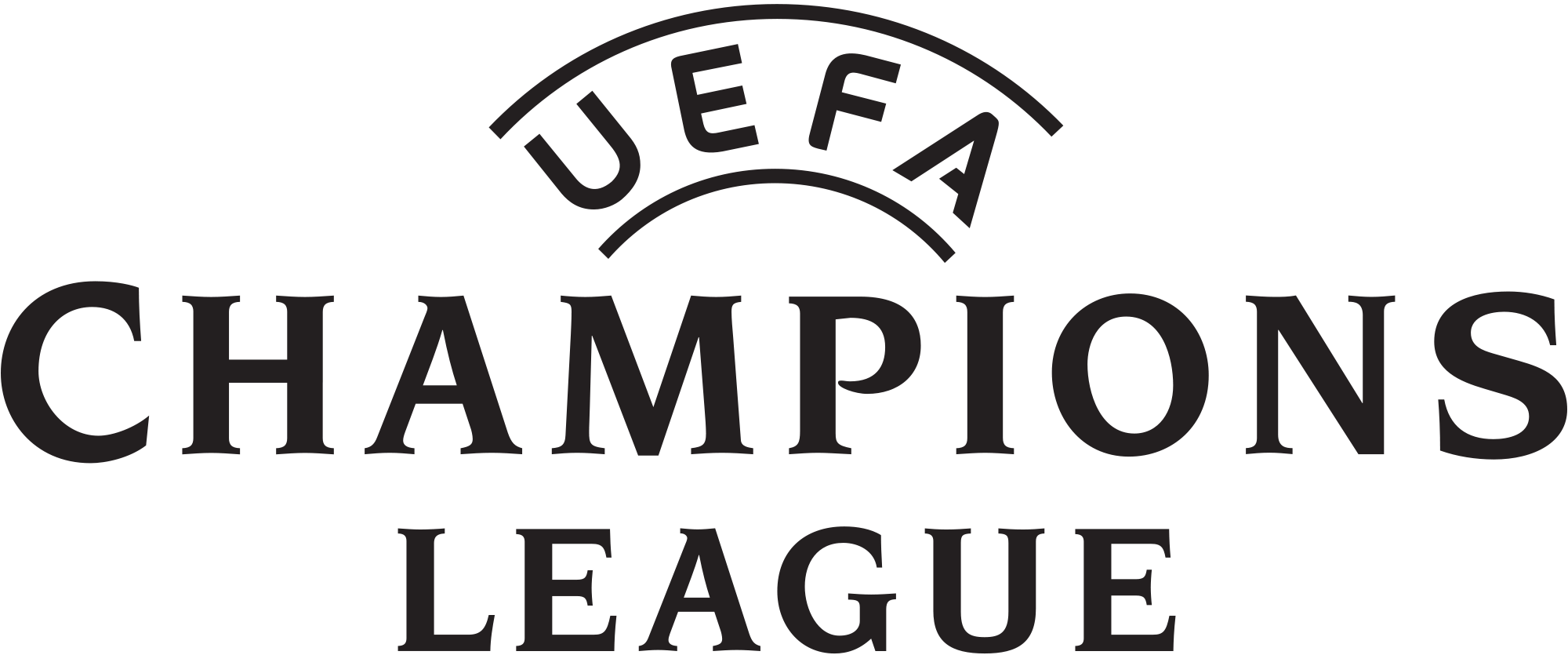
Logo de la ligue des champions

Cet article présente les résultats détaillés des rencontres de la Ligue des champions de l'UEFA 2015-2016.

## Équipes participantes
Trente-deux équipes prennent part à la phase de groupes. Vingt-deux de ces équipes intègrent la compétition à ce stade, tandis que dix autres sont issues des barrages de qualification (cinq par la « Voie des Champions » et cinq par la « Voie de la Ligue »).
| Légende des couleurs                                                         |
| ---------------------------------------------------------------------------- |
| Premiers et deuxièmes de groupe se qualifient pour les huitièmes de finale   |
| Troisièmes de groupe sont repêchés en seizièmes de finale de la Ligue Europa |

| Équipe                  | Coeff   |
| ----------------------- | ------- |
| FC BarceloneT           | 164.999 |
| Chelsea FC              | 142.078 |
| Bayern Munich           | 154.883 |
| Juventus FC             | 95.102  |
| SL Benfica              | 118.276 |
| Paris Saint-Germain     | 100.483 |
| Zenit Saint-Pétersbourg | 90.099  |
| PSV Eindhoven           | 58.195  |

| Équipe              | Coeff   |
| ------------------- | ------- |
| Real Madrid         | 171.999 |
| Atlético Madrid     | 120.999 |
| FC Porto            | 111.276 |
| Arsenal FC          | 110.078 |
| Manchester UnitedVL | 103.078 |
| Valence CFVL        | 99.999  |
| Bayer LeverkusenVL  | 87.883  |
| Manchester City     | 87.078  |

| Équipe             | Coeff  |
| ------------------ | ------ |
| Chakhtar DonetskVL | 86.033 |
| Séville FC         | 80.499 |
| Olympique lyonnais | 72.983 |
| Dynamo Kiev        | 65.033 |
| Olympiakos         | 62.380 |
| CSKA MoscouVL      | 55.599 |
| Galatasaray        | 50.020 |
| AS Rome            | 43.602 |

| Équipe                   | Coeff  |
| ------------------------ | ------ |
| BATE BorisovVC           | 35.150 |
| Borussia Mönchengladbach | 33.883 |
| VfL Wolfsburg            | 31.883 |
| Dinamo ZagrebVC          | 24.700 |
| Maccabi Tel-AvivVC       | 18.200 |
| La Gantoise              | 13.440 |
| Malmö FFVC               | 12.545 |
| FC AstanaVC              | 3.825  |

Notes
T : Tenant du titre

VC : Vainqueur des barrages de qualification (« Voie des Champions »)

VL : Vainqueur des barrages de qualification (« Voie de la Ligue »)

## Phase de groupes
Les jours de match sont les 15 et 16 septembre 2015, les 29 et 30 septembre, les 20 et 21 octobre, les 3 et 4 novembre, les 24 et 25 novembre et les 8 et 9 décembre 2015. L'heure de coup d'envoi est fixé à 20h45 CEST/CET à l'exception de la 5e journée en Biélorussie et en Russie et de la 2e journée au Kazakhstan où le coup d'envoi est fixé à 18h00 CEST/CET, ainsi que des 4e et 5e journées au Kazakhstan où le coup d'envoi est fixé à 16h00 CET. Jusqu'au 24 octobre 2015 (journées 1 à 3), les horaires sont en CEST (UTC+2), elles passent ensuite en CET (UTC+1) pour les journées 4 à 6.

### Tirage au sort
Le tirage au sort a eu lieu le 27 août 2015 à 17h45 CEST au Forum Grimaldi à Monaco. Les trente-deux équipes participantes sont divisées en quatre chapeaux, sur la base des règles suivantes :
- le chapeaux 1 est réservé au tenant du titre et aux champions des sept meilleures associations sur la base de leur coefficient UEFA en 2014[4]. Le tenant du titre (Barcelone) étant champion d'une des sept meilleures associations, le champion de la huitième meilleure association est donc également placé dans le chapeau 1[5].
- les chapeaux 2, 3 et 4 contiennent les équipes restantes, réparties en fonction de leur coefficient UEFA en 2015[6].

Celles-ci sont réparties en huit groupes de quatre équipes, avec comme restriction l'impossibilité pour deux équipes d'une même association de se rencontrer dans un groupe. De plus, le tirage a été contrôlé de sorte que les équipes d'une même association soient réparties équitablement entre les groupes A à D et E à H afin d'optimiser la couverture télévisée.
Les rencontres ont été décidées après le tirage. À chaque journée, quatre groupes jouent le mardi, tandis que les quatre autres jouent le mercredi, les groupes A à D et E à H alternant entre ces deux jours à chaque journée. D'autres restrictions sont présentes : par exemple, les équipes d'une même ville ne jouent généralement pas à domicile lors de la même journée pour des raisons de logistique et de contrôle des foules, et les équipes de Biélorussie, Russie et Kazakhstan ne jouent pas à domicile lors de la dernière journée en raison de la météo hivernale et de l’obligation d'un coup d'envoi simultané.
Le 17 juillet 2014, le Panel d'urgence de l’UEFA décide que les clubs ukrainiens et russes ne pouvaient être tirées ensemble « jusqu'à nouvel ordre » en raison de la situation politique entre les deux pays. De ce fait, les clubs ukrainiens du Chakhtar Donetsk et du Dynamo Kiev (chapeau 3), et les clubs russes du Zenit Saint-Pétersbourg (chapeau 1) et du CSKA Moscou (chapeau 3) ne peuvent être tirés dans le même groupe.

### Format
Dans chaque groupe, les équipes jouent chacune entre elles à domicile et à l'extérieur suivant un format « toutes rondes ». Le premier ainsi que le deuxième du groupe sont qualifiés pour les huitièmes de finale, tandis que le troisième est repêché en seizièmes de finale de la Ligue Europa.

#### Critères de départage
Selon l'article 7.06 du règlement de la compétition, si deux équipes ou plus sont à égalité de points à l'issue des matchs de groupe, les critères suivants sont appliqués dans l'ordre pour départager :
1. plus grand nombre de points obtenus dans les matches du groupe disputés entre les équipes concernées;
2. meilleure différence de buts dans les matches du groupe disputés entre les équipes concernées;
3. plus grand nombre de buts marqués dans les matches du groupe disputés entre les équipes concernées;
4. plus grand nombre de buts marqués à l’extérieur dans les matches du groupe disputés entre les équipes concernées;
5. si, après l’application des critères 1 à 4, plusieurs équipes sont toujours à égalité, les critères 1 à 4 sont à nouveau appliqués exclusivement aux matches entre les équipes concernées afin de déterminer leur classement final. Si cette procédure ne donne pas de résultat, les critères 6 à 12 s’appliquent;
6. meilleure différence de buts dans tous les matches du groupe;
7. plus grand nombre de buts marqués dans tous les matches du groupe;
8. plus grand nombre de buts marqués à l’extérieur dans tous les matches du groupe;
9. plus grand nombre de victoires dans tous les matches du groupe;
10. plus grand nombre de victoires à l'extérieur dans tous les matches du groupe;
11. total le plus faible de points disciplinaires sur la base uniquement des cartons jaunes et des cartons rouges reçus durant tous les matches du groupe (carton rouge = 3 points, carton jaune = 1 point, expulsion pour deux cartons jaunes au cours d'un match = 3 points);
12. meilleur coefficient de club.

Légende des classements
- Qualifié pour les huitièmes de finale
- Repêché en seizièmes de finale de la Ligue Europa

Légende des résultats
- Victoire à domicile
- Match nul
- Victoire à l'extérieur

### Groupe A
| Rang | Équipe              | Pts | J | G | N | P | Bp | Bc | Diff |  | Résultats (▼ dom., ► ext.) |     |     |     |     |
| ---- | ------------------- | --- | - | - | - | - | -- | -- | ---- |  | -------------------------- | --- | --- | --- | --- |
| 1    | Real Madrid         | 16  | 6 | 5 | 1 | 0 | 19 | 3  | +16  |  | Real Madrid                |     | 1-0 | 4-0 | 8-0 |
| 2    | Paris Saint-Germain | 13  | 6 | 4 | 1 | 1 | 12 | 1  | +11  |  | Paris Saint-Germain        | 0-0 |     | 2-0 | 2-0 |
| 3    | Chakhtar Donetsk    | 3   | 6 | 1 | 0 | 5 | 7  | 14 | -7   |  | Chakhtar Donetsk           | 3-4 | 0-3 |     | 4-0 |
| 4    | Malmö FF            | 3   | 6 | 1 | 0 | 5 | 1  | 21 | -20  |  | Malmö FF                   | 0-2 | 0-5 | 1-0 |     |

Source : UEFA
| 1re journée                    | Paris Saint-Germain      | 2 - 0   | Malmö FF | Parc des Princes, Paris                         |                                                 |
| 15 septembre 2015 20h45 (CEST) | Di María 4e · Cavani 61e | (1 - 0) |          | Spectateurs : 46 612 Arbitrage : Sergei Karasev | Spectateurs : 46 612 Arbitrage : Sergei Karasev |
| 15 septembre 2015 20h45 (CEST) | Rapport                  |         |          | Spectateurs : 46 612 Arbitrage : Sergei Karasev | Spectateurs : 46 612 Arbitrage : Sergei Karasev |

|  | Real Madrid                                     | 4 - 0               | Chakhtar Donetsk | Stade Santiago Bernabéu, Madrid             |                                             |
|  | Benzema 30e · Ronaldo 55e (pen.) 63e (pen.) 81e | (1 - 0)             |                  | Spectateurs : 66 389 Arbitrage : Ivan Bebek | Spectateurs : 66 389 Arbitrage : Ivan Bebek |
|  | Rapport                                         | 32e, 50e Stepanenko |                  | Spectateurs : 66 389 Arbitrage : Ivan Bebek | Spectateurs : 66 389 Arbitrage : Ivan Bebek |

| 2e journée                     | Chakhtar Donetsk | 0 - 3   | Paris Saint-Germain                   | Arena Lviv, Lviv                               |                                                |
| 30 septembre 2015 20h45 (CEST) |                  | (0 - 2) | 7e Aurier · 23e Luiz · 90e (csc) Srna | Spectateurs : 32 730 Arbitrage : Deniz Aytekin | Spectateurs : 32 730 Arbitrage : Deniz Aytekin |
| 30 septembre 2015 20h45 (CEST) | Rapport          |         |                                       | Spectateurs : 32 730 Arbitrage : Deniz Aytekin | Spectateurs : 32 730 Arbitrage : Deniz Aytekin |

|                | Malmö FF | 0 - 2   | Real Madrid     | Swedbank Stadion, Malmö                       |                                               |
|                |          | (0 - 1) | 29e 90e Ronaldo | Spectateurs : 20 500 Arbitrage : Cüneyt Çakır | Spectateurs : 20 500 Arbitrage : Cüneyt Çakır |
| Yotún 36e, 78e | Rapport  |         |                 | Spectateurs : 20 500 Arbitrage : Cüneyt Çakır | Spectateurs : 20 500 Arbitrage : Cüneyt Çakır |

| 3e journée                   | Malmö FF      | 1 - 0   | Chakhtar Donetsk | Swedbank Stadion, Malmö                                  |                                                          |
| 21 octobre 2015 20h45 (CEST) | Rosenberg 17e | (1 - 0) |                  | Spectateurs : 20 500 Arbitrage : Anastasios Sidiropoulos | Spectateurs : 20 500 Arbitrage : Anastasios Sidiropoulos |
| 21 octobre 2015 20h45 (CEST) | Rapport       |         |                  | Spectateurs : 20 500 Arbitrage : Anastasios Sidiropoulos | Spectateurs : 20 500 Arbitrage : Anastasios Sidiropoulos |

|  | Paris Saint-Germain | 0 - 0   | Real Madrid | Parc des Princes, Paris                         |                                                 |
|  |                     | (0 - 0) |             | Spectateurs : 46 858 Arbitrage : Nicola Rizzoli | Spectateurs : 46 858 Arbitrage : Nicola Rizzoli |
|  | Rapport             |         |             | Spectateurs : 46 858 Arbitrage : Nicola Rizzoli | Spectateurs : 46 858 Arbitrage : Nicola Rizzoli |

| 4e journée                  | Chakhtar Donetsk                                           | 4 - 0   | Malmö FF         | Arena Lviv, Lviv                                |                                                 |
| 3 novembre 2015 20h45 (CET) | Hladkyy 29e · Srna 48e (pen.) · Eduardo 55e · Teixeira 73e | (1 - 0) |                  | Spectateurs : 23 712 Arbitrage : Ovidiu Haţegan | Spectateurs : 23 712 Arbitrage : Ovidiu Haţegan |
| 3 novembre 2015 20h45 (CET) |                                                            | Rapport | 47e, 89e Árnason | Spectateurs : 23 712 Arbitrage : Ovidiu Haţegan | Spectateurs : 23 712 Arbitrage : Ovidiu Haţegan |

|  | Real Madrid | 1 - 0   | Paris Saint-Germain | Stade Santiago Bernabéu, Madrid                   |                                                   |
|  | Nacho 35e   | (1 - 0) |                     | Spectateurs : 78 300 Arbitrage : Mark Clattenburg | Spectateurs : 78 300 Arbitrage : Mark Clattenburg |
|  | Rapport     |         |                     | Spectateurs : 78 300 Arbitrage : Mark Clattenburg | Spectateurs : 78 300 Arbitrage : Mark Clattenburg |

| 5e journée                   | Malmö FF | 0 - 5   | Paris Saint-Germain                                        | Swedbank Stadion, Malmö                         |                                                 |
| 25 novembre 2015 20h45 (CET) |          | (0 - 2) | 3e Rabiot · 14e 68e Di María · 50e Ibrahimović · 82e Lucas | Spectateurs : 20 500 Arbitrage : William Collum | Spectateurs : 20 500 Arbitrage : William Collum |
| 25 novembre 2015 20h45 (CET) | Rapport  |         |                                                            | Spectateurs : 20 500 Arbitrage : William Collum | Spectateurs : 20 500 Arbitrage : William Collum |

|  | Chakhtar Donetsk                       | 3 - 4   | Real Madrid                                 | Arena Lviv, Lviv                             |                                              |
|  | Teixeira 77e (pen.) 88e · Dentinho 83e | (0 - 1) | 18e 70e Ronaldo · 50e Modrić · 52e Carvajal | Spectateurs : 33 990 Arbitrage : Bas Nijhuis | Spectateurs : 33 990 Arbitrage : Bas Nijhuis |
|  | Rapport                                |         |                                             | Spectateurs : 33 990 Arbitrage : Bas Nijhuis | Spectateurs : 33 990 Arbitrage : Bas Nijhuis |

| 6e journée                  | Paris Saint-Germain         | 2 - 0   | Chakhtar Donetsk | Parc des Princes, Paris                         |                                                 |
| 8 décembre 2015 20h45 (CET) | Lucas 57e · Ibrahimović 86e | (0 - 0) |                  | Spectateurs : 44 408 Arbitrage : Anthony Taylor | Spectateurs : 44 408 Arbitrage : Anthony Taylor |
| 8 décembre 2015 20h45 (CET) | Rapport                     |         |                  | Spectateurs : 44 408 Arbitrage : Anthony Taylor | Spectateurs : 44 408 Arbitrage : Anthony Taylor |

|  | Real Madrid                                                 | 8 - 0   | Malmö FF | Stade Santiago Bernabéu, Madrid                 |                                                 |
|  | Benzema 12e 24e 74e · Ronaldo 39e 47e 50e 59e · Kovačić 70e | (3 - 0) |          | Spectateurs : 60 663 Arbitrage : Daniele Orsato | Spectateurs : 60 663 Arbitrage : Daniele Orsato |
|  | Rapport                                                     |         |          | Spectateurs : 60 663 Arbitrage : Daniele Orsato | Spectateurs : 60 663 Arbitrage : Daniele Orsato |

### Groupe B
| Rang | Équipe            | Pts | J | G | N | P | Bp | Bc | Diff |  | Résultats (▼ dom., ► ext.) |     |     |     |     |
| ---- | ----------------- | --- | - | - | - | - | -- | -- | ---- |  | -------------------------- | --- | --- | --- | --- |
| 1    | VfL Wolfsbourg    | 12  | 6 | 4 | 0 | 2 | 9  | 6  | +3   |  | VfL Wolfsbourg             |     | 2-0 | 3-2 | 1-0 |
| 2    | PSV Eindhoven     | 10  | 6 | 3 | 1 | 2 | 8  | 7  | +1   |  | PSV Eindhoven              | 2-0 |     | 2-1 | 2-1 |
| 3    | Manchester United | 8   | 6 | 2 | 2 | 2 | 7  | 7  | 0    |  | Manchester United          | 2-1 | 0-0 |     | 1-0 |
| 4    | CSKA Moscou       | 4   | 6 | 1 | 1 | 4 | 5  | 9  | -4   |  | CSKA Moscou                | 0-2 | 3-2 | 1-1 |     |

Source : UEFA
| 1re journée                    | VfL Wolfsbourg | 1 - 0   | CSKA Moscou | Volkswagen-Arena, Wolfsbourg                       |                                                    |
| 15 septembre 2015 20h45 (CEST) | Draxler 40e    | (1 - 0) |             | Spectateurs : 20 126 Arbitrage : Svein Oddvar Moen | Spectateurs : 20 126 Arbitrage : Svein Oddvar Moen |
| 15 septembre 2015 20h45 (CEST) | Rapport        |         |             | Spectateurs : 20 126 Arbitrage : Svein Oddvar Moen | Spectateurs : 20 126 Arbitrage : Svein Oddvar Moen |

|  | PSV Eindhoven               | 2 - 1   | Manchester United | Philips Stadion, Eindhoven                      |                                                 |
|  | Moreno 45+2e · Narsingh 57e | (1 - 1) | 41e Depay         | Spectateurs : 35 292 Arbitrage : Nicola Rizzoli | Spectateurs : 35 292 Arbitrage : Nicola Rizzoli |
|  | Rapport                     |         |                   | Spectateurs : 35 292 Arbitrage : Nicola Rizzoli | Spectateurs : 35 292 Arbitrage : Nicola Rizzoli |

| 2e journée                     | Manchester United       | 2 - 1   | VfL Wolfsbourg | Old Trafford, Manchester                       |                                                |
| 30 septembre 2015 20h45 (CEST) | Mata 34e · Smalling 53e | (1 - 1) | 4e Caligiuri   | Spectateurs : 74 811 Arbitrage : Viktor Kassai | Spectateurs : 74 811 Arbitrage : Viktor Kassai |
| 30 septembre 2015 20h45 (CEST) | Rapport                 |         |                | Spectateurs : 74 811 Arbitrage : Viktor Kassai | Spectateurs : 74 811 Arbitrage : Viktor Kassai |

|  | CSKA Moscou                      | 3 - 2          | PSV Eindhoven     | Arena Khimki, Moscou                          |                                               |
|  | Musa 7e · Doumbia 21e 36e (pen.) | (3 - 0)        | 60e 68e Lestienne | Spectateurs : 16 152 Arbitrage : Ruddy Buquet | Spectateurs : 16 152 Arbitrage : Ruddy Buquet |
|  | Rapport                          | 43e, 80e Arias |                   | Spectateurs : 16 152 Arbitrage : Ruddy Buquet | Spectateurs : 16 152 Arbitrage : Ruddy Buquet |

| 3e journée                   | CSKA Moscou        | 1 - 1   | Manchester United | Arena Khimki, Moscou                                     |                                                          |
| 21 octobre 2015 20h45 (CEST) | Doumbia 15e (pen.) | (1 - 0) | 65e Martial       | Spectateurs : 18 456 Arbitrage : Carlos Velasco Carballo | Spectateurs : 18 456 Arbitrage : Carlos Velasco Carballo |
| 21 octobre 2015 20h45 (CEST) | Rapport            |         |                   | Spectateurs : 18 456 Arbitrage : Carlos Velasco Carballo | Spectateurs : 18 456 Arbitrage : Carlos Velasco Carballo |

|  | VfL Wolfsbourg       | 2 - 0   | PSV Eindhoven | Volkswagen-Arena, Wolfsbourg                              |                                                           |
|  | Dost 46e · Kruse 57e | (0 - 0) |               | Spectateurs : 23 375 Arbitrage : Alberto Undiano Mallenco | Spectateurs : 23 375 Arbitrage : Alberto Undiano Mallenco |
|  | Rapport              |         |               | Spectateurs : 23 375 Arbitrage : Alberto Undiano Mallenco | Spectateurs : 23 375 Arbitrage : Alberto Undiano Mallenco |

| 4e journée                  | Manchester United | 1 - 0   | CSKA Moscou | Old Trafford, Manchester                          |                                                   |
| 3 novembre 2015 20h45 (CET) | Rooney 79e        | (0 - 0) |             | Spectateurs : 75 165 Arbitrage : Szymon Marciniak | Spectateurs : 75 165 Arbitrage : Szymon Marciniak |
| 3 novembre 2015 20h45 (CET) | Rapport           |         |             | Spectateurs : 75 165 Arbitrage : Szymon Marciniak | Spectateurs : 75 165 Arbitrage : Szymon Marciniak |

|  | PSV Eindhoven             | 2 - 0   | VfL Wolfsbourg | Philips Stadion, Eindhoven                      |                                                 |
|  | Locadia 55e · De Jong 86e | (0 - 0) |                | Spectateurs : 35 000 Arbitrage : Jonas Eriksson | Spectateurs : 35 000 Arbitrage : Jonas Eriksson |
|  | Rapport                   |         |                | Spectateurs : 35 000 Arbitrage : Jonas Eriksson | Spectateurs : 35 000 Arbitrage : Jonas Eriksson |

| 5e journée                   | CSKA Moscou | 0 - 2   | VfL Wolfsbourg                     | Arena Khimki, Moscou                             |                                                  |
| 25 novembre 2015 18h00 (CET) |             | (0 - 0) | 67e (csc) Akinfeïev · 88e Schürrle | Spectateurs : 16 450 Arbitrage : Gianluca Rocchi | Spectateurs : 16 450 Arbitrage : Gianluca Rocchi |
| 25 novembre 2015 18h00 (CET) | Rapport     |         |                                    | Spectateurs : 16 450 Arbitrage : Gianluca Rocchi | Spectateurs : 16 450 Arbitrage : Gianluca Rocchi |

|             | Manchester United | 0 - 0   | PSV Eindhoven | Old Trafford, Manchester                        |                                                 |
| 20h45 (CET) |                   | (0 - 0) |               | Spectateurs : 75 321 Arbitrage : Pavel Královec | Spectateurs : 75 321 Arbitrage : Pavel Královec |
| 20h45 (CET) | Rapport           |         |               | Spectateurs : 75 321 Arbitrage : Pavel Královec | Spectateurs : 75 321 Arbitrage : Pavel Královec |

| 6e journée                  | VfL Wolfsbourg                | 3 - 2   | Manchester United                  | Volkswagen-Arena, Wolfsbourg                   |                                                |
| 8 décembre 2015 20h45 (CET) | Naldo 13e 84e · Vieirinha 29e | (2 - 1) | 10e Martial · 82e (csc) Guilavogui | Spectateurs : 26 400 Arbitrage : Milorad Mažić | Spectateurs : 26 400 Arbitrage : Milorad Mažić |
| 8 décembre 2015 20h45 (CET) | Rapport                       |         |                                    | Spectateurs : 26 400 Arbitrage : Milorad Mažić | Spectateurs : 26 400 Arbitrage : Milorad Mažić |

|  | PSV Eindhoven           | 2 - 1   | CSKA Moscou      | Philips Stadion, Eindhoven                                |                                                           |
|  | de Jong 78e Pröpper 85e | (0 - 0) | 76e Ignachevitch | Spectateurs : 34 000 Arbitrage : David Fernández Borbalán | Spectateurs : 34 000 Arbitrage : David Fernández Borbalán |
|  | Rapport                 |         |                  | Spectateurs : 34 000 Arbitrage : David Fernández Borbalán | Spectateurs : 34 000 Arbitrage : David Fernández Borbalán |

### Groupe C
| Rang | Équipe          | Pts | J | G | N | P | Bp | Bc | Diff |  | Résultats (▼ dom., ► ext.) |     |     |     |     |
| ---- | --------------- | --- | - | - | - | - | -- | -- | ---- |  | -------------------------- | --- | --- | --- | --- |
| 1    | Atlético Madrid | 13  | 6 | 4 | 1 | 1 | 11 | 3  | +8   |  | Atlético Madrid            |     | 1-2 | 2-0 | 4-0 |
| 2    | SL Benfica      | 10  | 6 | 3 | 1 | 2 | 10 | 8  | +2   |  | SL Benfica                 | 1-2 |     | 2-1 | 2-0 |
| 3    | Galatasaray SK  | 5   | 6 | 1 | 2 | 3 | 6  | 10 | -4   |  | Galatasaray SK             | 0-2 | 2-1 |     | 1-1 |
| 4    | FK Astana       | 4   | 6 | 0 | 4 | 2 | 5  | 11 | -6   |  | FK Astana                  | 0-0 | 2-2 | 2-2 |     |

Source : UEFA
| 1re journée                    | Galatasaray SK | 0 - 2   | Atlético Madrid   | Türk Telekom Arena, Istanbul                      |                                                   |
| 15 septembre 2015 20h45 (CEST) |                | (0 - 2) | 18e 25e Griezmann | Spectateurs : 33 469 Arbitrage : Szymon Marciniak | Spectateurs : 33 469 Arbitrage : Szymon Marciniak |
| 15 septembre 2015 20h45 (CEST) | Rapport        |         |                   | Spectateurs : 33 469 Arbitrage : Szymon Marciniak | Spectateurs : 33 469 Arbitrage : Szymon Marciniak |

|  | SL Benfica                 | 2 - 0   | FC Astana | Estádio da Luz, Lisbonne                                 |                                                          |
|  | Gaitán 51e · Mítroglou 62e | (0 - 0) |           | Spectateurs : 32 799 Arbitrage : Anastasios Sidiropoulos | Spectateurs : 32 799 Arbitrage : Anastasios Sidiropoulos |
|  | Rapport                    |         |           | Spectateurs : 32 799 Arbitrage : Anastasios Sidiropoulos | Spectateurs : 32 799 Arbitrage : Anastasios Sidiropoulos |

| 2e journée                     | FC Astana                          | 2 - 2   | Galatasaray SK            | Astana Arena, Astana                                  |                                                       |
| 30 septembre 2015 18h00 (CEST) | Balta 77e (csc) · Carole 89e (csc) | (0 - 1) | 31e Kısa · 86e (csc) Erić | Spectateurs : 27 264 Arbitrage : Martin Strömbergsson | Spectateurs : 27 264 Arbitrage : Martin Strömbergsson |
| 30 septembre 2015 18h00 (CEST) | Rapport                            |         |                           | Spectateurs : 27 264 Arbitrage : Martin Strömbergsson | Spectateurs : 27 264 Arbitrage : Martin Strömbergsson |

|             | Atlético Madrid | 1 - 2   | SL Benfica              | Stade Vicente-Calderón, Madrid                   |                                                  |
| 20h45 (CET) | Correa 23e      | (1 - 1) | 36e Gaitán · 51e Guedes | Spectateurs : 40 938 Arbitrage : Gianluca Rocchi | Spectateurs : 40 938 Arbitrage : Gianluca Rocchi |
| 20h45 (CET) | Rapport         |         |                         | Spectateurs : 40 938 Arbitrage : Gianluca Rocchi | Spectateurs : 40 938 Arbitrage : Gianluca Rocchi |

| 3e journée                   | Atlético Madrid                                             | 4 - 0   | FC Astana | Stade Vicente-Calderón, Madrid                    |                                                   |
| 21 octobre 2015 20h45 (CEST) | Ñíguez 23e · Martínez 29e · Torres 63e · Dedechko 89e (csc) | (2 - 0) |           | Spectateurs : 33 853 Arbitrage : Aleksei Kulbakov | Spectateurs : 33 853 Arbitrage : Aleksei Kulbakov |
| 21 octobre 2015 20h45 (CEST) | Rapport                                                     |         |           | Spectateurs : 33 853 Arbitrage : Aleksei Kulbakov | Spectateurs : 33 853 Arbitrage : Aleksei Kulbakov |

|  | Galatasaray SK                 | 2 - 1   | SL Benfica | Türk Telekom Arena, Istanbul                   |                                                |
|  | İnan 19e (pen.) · Podolski 33e | (2 - 1) | 2e Gaitán  | Spectateurs : 33 615 Arbitrage : Willie Collum | Spectateurs : 33 615 Arbitrage : Willie Collum |
|  | Rapport                        |         |            | Spectateurs : 33 615 Arbitrage : Willie Collum | Spectateurs : 33 615 Arbitrage : Willie Collum |

| 4e journée                  | FC Astana | 0 - 0   | Atlético Madrid | Astana Arena, Astana                            |                                                 |
| 3 novembre 2015 16h00 (CET) |           | (0 - 0) |                 | Spectateurs : 29 231 Arbitrage : Anthony Taylor | Spectateurs : 29 231 Arbitrage : Anthony Taylor |
| 3 novembre 2015 16h00 (CET) | Rapport   |         |                 | Spectateurs : 29 231 Arbitrage : Anthony Taylor | Spectateurs : 29 231 Arbitrage : Anthony Taylor |

|             | SL Benfica             | 2 - 1   | Galatasaray SK | Estádio da Luz, Lisbonne                       |                                                |
| 20h45 (CET) | Jonas 52e · Luisão 67e | (0 - 0) | 58e Podolski   | Spectateurs : 35 725 Arbitrage : Milorad Mažić | Spectateurs : 35 725 Arbitrage : Milorad Mažić |
| 20h45 (CET) | Gaitán 44e, 85e        | Rapport |                | Spectateurs : 35 725 Arbitrage : Milorad Mažić | Spectateurs : 35 725 Arbitrage : Milorad Mažić |

| 5e journée                   | Atlético Madrid   | 2 - 0   | Galatasaray SK | Stade Vicente-Calderón, Madrid                  |                                                 |
| 25 novembre 2015 20h45 (CET) | Griezmann 13e 65e | (1 - 0) |                | Spectateurs : 35 753 Arbitrage : Nicola Rizzoli | Spectateurs : 35 753 Arbitrage : Nicola Rizzoli |
| 25 novembre 2015 20h45 (CET) | Rapport           |         |                | Spectateurs : 35 753 Arbitrage : Nicola Rizzoli | Spectateurs : 35 753 Arbitrage : Nicola Rizzoli |

|             | FC Astana                | 2 - 2   | SL Benfica      | Astana Arena, Astana                          |                                               |
| 16h00 (CET) | Twumasi 19e · Aničić 31e | (2 - 1) | 40e 72e Jiménez | Spectateurs : 15 089 Arbitrage : Ruddy Buquet | Spectateurs : 15 089 Arbitrage : Ruddy Buquet |
| 16h00 (CET) | Rapport                  |         |                 | Spectateurs : 15 089 Arbitrage : Ruddy Buquet | Spectateurs : 15 089 Arbitrage : Ruddy Buquet |

| 6e journée                  | Galatasaray SK | 1 - 1   | FC Astana   | Türk Telekom Arena, Istanbul                   |                                                |
| 8 décembre 2015 20h45 (CET) | Inan 64e       | (0 - 0) | 62e Twumasi | Spectateurs : 26 464 Arbitrage : Craig Thomson | Spectateurs : 26 464 Arbitrage : Craig Thomson |
| 8 décembre 2015 20h45 (CET) | Rapport        |         |             | Spectateurs : 26 464 Arbitrage : Craig Thomson | Spectateurs : 26 464 Arbitrage : Craig Thomson |

|  | SL Benfica    | 1 - 2   | Atlético Madrid         | Estádio da Luz, Lisbonne                        |                                                 |
|  | Mítroglou 75e | (0 - 1) | 33e Ñíguez · 55e Vietto | Spectateurs : 47 630 Arbitrage : Ovidiu Haţegan | Spectateurs : 47 630 Arbitrage : Ovidiu Haţegan |
|  | Rapport       |         |                         | Spectateurs : 47 630 Arbitrage : Ovidiu Haţegan | Spectateurs : 47 630 Arbitrage : Ovidiu Haţegan |

### Groupe D
| Rang | Équipe                   | Pts | J | G | N | P | Bp | Bc | Diff |  | Résultats (▼ dom., ► ext.) |     |     |     |     |
| ---- | ------------------------ | --- | - | - | - | - | -- | -- | ---- |  | -------------------------- | --- | --- | --- | --- |
| 1    | Manchester City          | 12  | 6 | 4 | 0 | 2 | 12 | 8  | +4   |  | Manchester City            |     | 1-2 | 2-1 | 4-2 |
| 2    | Juventus FC              | 11  | 6 | 3 | 2 | 1 | 6  | 3  | +3   |  | Juventus FC                | 1-0 |     | 2-0 | 0-0 |
| 3    | Séville FC               | 6   | 6 | 2 | 0 | 4 | 8  | 11 | -3   |  | Séville FC                 | 1-3 | 1-0 |     | 3-0 |
| 4    | Borussia Mönchengladbach | 5   | 6 | 1 | 2 | 3 | 8  | 12 | -4   |  | Borussia Mönchengladbach   | 1-2 | 1-1 | 4-2 |     |

Source : UEFA
| 1re journée             | Manchester City     | 1 - 2   | Juventus FC                | Etihad Stadium, Manchester                     |                                                |
| 15 septembre 2015 (CET) | Chiellini 57e (csc) | (0 - 0) | 70e Mandžukić · 81e Morata | Spectateurs : 50 363 Arbitrage : Damir Skomina | Spectateurs : 50 363 Arbitrage : Damir Skomina |
| 15 septembre 2015 (CET) | Rapport             |         |                            | Spectateurs : 50 363 Arbitrage : Damir Skomina | Spectateurs : 50 363 Arbitrage : Damir Skomina |

|  | Séville FC                                               | 3 - 0   | Borussia Mönchengladbach | Stade Ramón-Sánchez-Pizjuán, Séville            |                                                 |
|  | Gameiro 47e (pen.) · Banega 66e (pen.) · Konoplyanka 84e | (0 - 0) |                          | Spectateurs : 36 959 Arbitrage : Pavel Královec | Spectateurs : 36 959 Arbitrage : Pavel Královec |
|  | Rapport                                                  |         |                          | Spectateurs : 36 959 Arbitrage : Pavel Královec | Spectateurs : 36 959 Arbitrage : Pavel Královec |

| 2e journée               | Borussia Mönchengladbach | 1 - 2   | Manchester City                    | Borussia-Park, Mönchengladbach                  |                                                 |
| 30 septembre 2015 (CEST) | Stindl 54e               | (0 - 0) | 65e Demichelis · 90e (pen.) Agüero | Spectateurs : 46 217 Arbitrage : Clément Turpin | Spectateurs : 46 217 Arbitrage : Clément Turpin |
| 30 septembre 2015 (CEST) | Rapport                  |         |                                    | Spectateurs : 46 217 Arbitrage : Clément Turpin | Spectateurs : 46 217 Arbitrage : Clément Turpin |

|  | Juventus FC           | 2 - 0   | Séville FC | Juventus Stadium, Turin                         |                                                 |
|  | Morata 41e · Zaza 87e | (0 - 0) |            | Spectateurs : 36 499 Arbitrage : Jonas Eriksson | Spectateurs : 36 499 Arbitrage : Jonas Eriksson |
|  | Rapport               |         |            | Spectateurs : 36 499 Arbitrage : Jonas Eriksson | Spectateurs : 36 499 Arbitrage : Jonas Eriksson |

| 3e journée             | Juventus FC | 0 - 0   | Borussia Mönchengladbach | Juventus Stadium, Turin                        |                                                |
| 21 octobre 2015 (CEST) |             | (0 - 0) |                          | Spectateurs : 40 940 Arbitrage : Craig Thomson | Spectateurs : 40 940 Arbitrage : Craig Thomson |
| 21 octobre 2015 (CEST) | Rapport     |         |                          | Spectateurs : 40 940 Arbitrage : Craig Thomson | Spectateurs : 40 940 Arbitrage : Craig Thomson |

|  | Manchester City                  | 2 - 1   | Séville FC      | Etihad Stadium, Manchester                   |                                              |
|  | Rami 36e (csc) · De Bruyne 90+1e | (1 - 1) | 30e Konoplyanka | Spectateurs : 45 595 Arbitrage : Bas Nijhuis | Spectateurs : 45 595 Arbitrage : Bas Nijhuis |
|  | Rapport                          |         |                 | Spectateurs : 45 595 Arbitrage : Bas Nijhuis | Spectateurs : 45 595 Arbitrage : Bas Nijhuis |

| 4e journée            | Borussia Mönchengladbach | 1 - 1   | Juventus FC      | Borussia-Park, Mönchengladbach                 |                                                |
| 3 novembre 2015 (CET) | Johnson 18e              | (1 - 1) | 44e Lichtsteiner | Spectateurs : 46 217 Arbitrage : Björn Kuipers | Spectateurs : 46 217 Arbitrage : Björn Kuipers |
| 3 novembre 2015 (CET) |                          | Rapport | 53e Hernanes     | Spectateurs : 46 217 Arbitrage : Björn Kuipers | Spectateurs : 46 217 Arbitrage : Björn Kuipers |

|  | Séville FC      | 1 - 3   | Manchester City                          | Stade Ramón-Sánchez-Pizjuán, Séville               |                                                    |
|  | Trémoulinas 25e | (1 - 3) | 8e Sterling · 11e Fernandinho · 36e Bony | Spectateurs : 39 261 Arbitrage : Svein Oddvar Moen | Spectateurs : 39 261 Arbitrage : Svein Oddvar Moen |
|  | Rapport         |         |                                          | Spectateurs : 39 261 Arbitrage : Svein Oddvar Moen | Spectateurs : 39 261 Arbitrage : Svein Oddvar Moen |

| 5e journée             | Juventus FC   | 1 - 0   | Manchester City | Juventus Stadium, Turin                      |                                              |
| 25 novembre 2015 (CET) | Mandžukić 18e | (1 - 0) |                 | Spectateurs : 38 193 Arbitrage : Felix Brych | Spectateurs : 38 193 Arbitrage : Felix Brych |
| 25 novembre 2015 (CET) | Rapport       |         |                 | Spectateurs : 38 193 Arbitrage : Felix Brych | Spectateurs : 38 193 Arbitrage : Felix Brych |

|  | Borussia Mönchengladbach                   | 4 - 2   | Séville FC                       | Borussia-Park, Mönchengladbach                 |                                                |
|  | Stindl 29e 83e · Johnson 68e · Raffael 78e | (1 - 0) | 82e Vitolo · 90+1e (pen.) Banega | Spectateurs : 45 177 Arbitrage : Damir Skomina | Spectateurs : 45 177 Arbitrage : Damir Skomina |
|  | Rapport                                    |         |                                  | Spectateurs : 45 177 Arbitrage : Damir Skomina | Spectateurs : 45 177 Arbitrage : Damir Skomina |

| 6e journée            | Manchester City                               | 4 - 2   | Borussia Mönchengladbach | Etihad Stadium, Manchester                      |                                                 |
| 8 décembre 2015 (CET) | David Silva 16e · Sterling 80e 81e · Bony 85e | (1 - 2) | 19e Korb · 42e Raffael   | Spectateurs : 41 829 Arbitrage : Danny Makkelie | Spectateurs : 41 829 Arbitrage : Danny Makkelie |
| 8 décembre 2015 (CET) | Rapport                                       |         |                          | Spectateurs : 41 829 Arbitrage : Danny Makkelie | Spectateurs : 41 829 Arbitrage : Danny Makkelie |

|  | Séville FC   | 1 - 0   | Juventus FC | Stade Ramón-Sánchez-Pizjuán, Séville              |                                                   |
|  | Llorente 65e | (0 - 0) |             | Spectateurs : 35 583 Arbitrage : Szymon Marciniak | Spectateurs : 35 583 Arbitrage : Szymon Marciniak |
|  | Rapport      |         |             | Spectateurs : 35 583 Arbitrage : Szymon Marciniak | Spectateurs : 35 583 Arbitrage : Szymon Marciniak |

### Groupe E
| Rang | Équipe           | Pts | J | G | N | P | Bp | Bc | Diff |  | Résultats (▼ dom., ► ext.) |     |     |     |     |
| ---- | ---------------- | --- | - | - | - | - | -- | -- | ---- |  | -------------------------- | --- | --- | --- | --- |
| 1    | FC Barcelone     | 14  | 6 | 4 | 2 | 0 | 15 | 4  | +11  |  | FC Barcelone               |     | 6-1 | 2-1 | 3-0 |
| 2    | AS Rome          | 6   | 6 | 1 | 3 | 2 | 11 | 16 | -5   |  | AS Rome                    | 1-1 |     | 3-2 | 0-0 |
| 3    | Bayer Leverkusen | 6   | 6 | 1 | 3 | 2 | 13 | 12 | +1   |  | Bayer Leverkusen           | 1-1 | 4-4 |     | 4-1 |
| 4    | BATE Borisov     | 5   | 6 | 1 | 2 | 3 | 5  | 12 | -7   |  | BATE Borisov               | 0-2 | 3-2 | 1-1 |     |

Source : UEFA
| 1re journée                    | Bayer Leverkusen                                       | 4 - 1   | BATE Borisov  | BayArena, Leverkusen                            |                                                 |
| 16 septembre 2015 20h45 (CEST) | Mehmedi 4e · Çalhanoğlu 47e 76e (pen.) · Hernández 59e | (1 - 1) | 13e Milunović | Spectateurs : 24 280 Arbitrage : Danny Makkelie | Spectateurs : 24 280 Arbitrage : Danny Makkelie |
| 16 septembre 2015 20h45 (CEST) | Rapport                                                |         |               | Spectateurs : 24 280 Arbitrage : Danny Makkelie | Spectateurs : 24 280 Arbitrage : Danny Makkelie |

|  | AS Rome      | 1 - 1   | FC Barcelone | Stade olympique de Rome, Rome                  |                                                |
|  | Florenzi 31e | (1 - 1) | 21e Suárez   | Spectateurs : 57 836 Arbitrage : Björn Kuipers | Spectateurs : 57 836 Arbitrage : Björn Kuipers |
|  | Rapport      |         |              | Spectateurs : 57 836 Arbitrage : Björn Kuipers | Spectateurs : 57 836 Arbitrage : Björn Kuipers |

| 2e journée                     | FC Barcelone                  | 2 - 1   | Bayer Leverkusen | Camp Nou, Barcelone                              |                                                  |
| 29 septembre 2015 20h45 (CEST) | Roberto 80e · Luis Suárez 82e | (0 - 1) | 22e Papadopoulos | Spectateurs : 68 694 Arbitrage : Martin Atkinson | Spectateurs : 68 694 Arbitrage : Martin Atkinson |
| 29 septembre 2015 20h45 (CEST) | Rapport                       |         |                  | Spectateurs : 68 694 Arbitrage : Martin Atkinson | Spectateurs : 68 694 Arbitrage : Martin Atkinson |

|  | BATE Borisov                      | 3 - 2   | AS Rome                      | Borisov Arena, Baryssaw                           |                                                   |
|  | Stasevich 8e · Mladenović 12e 30e | (3 - 0) | 66e Gervinho · 82e Torosídis | Spectateurs : 12 767 Arbitrage : Mark Clattenburg | Spectateurs : 12 767 Arbitrage : Mark Clattenburg |
|  | Rapport                           |         |                              | Spectateurs : 12 767 Arbitrage : Mark Clattenburg | Spectateurs : 12 767 Arbitrage : Mark Clattenburg |

| 3e journée                   | BATE Borisov | 0 - 2   | FC Barcelone    | Borisov Arena, Baryssaw                          |                                                  |
| 20 octobre 2015 20h45 (CEST) |              | (0 - 0) | 48e 64e Rakitić | Spectateurs : 13 074 Arbitrage : Manuel de Sousa | Spectateurs : 13 074 Arbitrage : Manuel de Sousa |
| 20 octobre 2015 20h45 (CEST) | Rapport      |         |                 | Spectateurs : 13 074 Arbitrage : Manuel de Sousa | Spectateurs : 13 074 Arbitrage : Manuel de Sousa |

|  | Bayer Leverkusen                                  | 4 - 4   | AS Rome                                    | BayArena, Leverkusen                           |                                                |
|  | Hernández 4e (pen.) 19e · Kampl 84e · Mehmedi 86e | (2 - 2) | 29e 38e De Rossi · 54e Pjanić · 73e Falque | Spectateurs : 29 412 Arbitrage : Viktor Kassai | Spectateurs : 29 412 Arbitrage : Viktor Kassai |
|  | Rapport                                           |         |                                            | Spectateurs : 29 412 Arbitrage : Viktor Kassai | Spectateurs : 29 412 Arbitrage : Viktor Kassai |

| 4e journée                  | FC Barcelone                       | 3 - 0   | BATE Borisov | Camp Nou, Barcelone                         |                                             |
| 4 novembre 2015 20h45 (CET) | Neymar 30e (pen.) 83e · Suárez 60e | (1 - 0) |              | Spectateurs : 68 502 Arbitrage : István Vad | Spectateurs : 68 502 Arbitrage : István Vad |
| 4 novembre 2015 20h45 (CET) | Rapport                            |         |              | Spectateurs : 68 502 Arbitrage : István Vad | Spectateurs : 68 502 Arbitrage : István Vad |

|  | AS Rome                                  | 3 - 2      | Bayer Leverkusen            | Stade olympique de Rome, Rome                   |                                                 |
|  | Salah 2e · Džeko 29e · Pjanić 81e (pen.) | (2 - 0)    | 46e Mehmedi · 51e Hernández | Spectateurs : 38 361 Arbitrage : Sergei Karasev | Spectateurs : 38 361 Arbitrage : Sergei Karasev |
|  | Rapport                                  | 79e Toprak |                             | Spectateurs : 38 361 Arbitrage : Sergei Karasev | Spectateurs : 38 361 Arbitrage : Sergei Karasev |

| 5e journée                   | BATE Borisov  | 1 - 1   | Bayer Leverkusen | Borisov Arena, Baryssaw                         |                                                 |
| 24 novembre 2015 18h00 (CET) | Gordeichuk 2e | (1 - 0) | 68e Mehmedi      | Spectateurs : 12 601 Arbitrage : Clément Turpin | Spectateurs : 12 601 Arbitrage : Clément Turpin |
| 24 novembre 2015 18h00 (CET) | Rapport       |         |                  | Spectateurs : 12 601 Arbitrage : Clément Turpin | Spectateurs : 12 601 Arbitrage : Clément Turpin |

|             | FC Barcelone                                             | 6 - 1   | AS Rome     | Camp Nou, Barcelone                           |                                               |
| 20h45 (CET) | Suárez 15e 44e · Piqué 56e · Messi 18e 60e · Adriano 77e | (3 - 0) | 90+1e Džeko | Spectateurs : 71 433 Arbitrage : Cüneyt Çakır | Spectateurs : 71 433 Arbitrage : Cüneyt Çakır |
| 20h45 (CET) | Rapport                                                  |         |             | Spectateurs : 71 433 Arbitrage : Cüneyt Çakır | Spectateurs : 71 433 Arbitrage : Cüneyt Çakır |

| 6e journée                  | Bayer Leverkusen | 1 - 1   | FC Barcelone | BayArena, Leverkusen                              |                                                   |
| 9 décembre 2015 20h45 (CET) | Hernández 23e    | (1 - 1) | 20e Messi    | Spectateurs : 29 412 Arbitrage : Mark Clattenburg | Spectateurs : 29 412 Arbitrage : Mark Clattenburg |
| 9 décembre 2015 20h45 (CET) | Rapport          |         |              | Spectateurs : 29 412 Arbitrage : Mark Clattenburg | Spectateurs : 29 412 Arbitrage : Mark Clattenburg |

|  | AS Rome | 0 - 0   | BATE Borisov | Stade olympique de Rome, Rome                    |                                                  |
|  |         | (0 - 0) |              | Spectateurs : 29 489 Arbitrage : Martin Atkinson | Spectateurs : 29 489 Arbitrage : Martin Atkinson |
|  | Rapport |         |              | Spectateurs : 29 489 Arbitrage : Martin Atkinson | Spectateurs : 29 489 Arbitrage : Martin Atkinson |

### Groupe F
| Rang | Équipe              | Pts | J | G | N | P | Bp | Bc | Diff |  | Résultats (▼ dom., ► ext.) |     |     |     |     |
| ---- | ------------------- | --- | - | - | - | - | -- | -- | ---- |  | -------------------------- | --- | --- | --- | --- |
| 1    | Bayern Munich       | 15  | 6 | 5 | 0 | 1 | 19 | 3  | +16  |  | Bayern Munich              |     | 5-1 | 4-0 | 5-0 |
| 2    | Arsenal FC          | 9   | 6 | 3 | 0 | 3 | 12 | 10 | +2   |  | Arsenal FC                 | 2-0 |     | 2-3 | 3-0 |
| 3    | Olympiakos Le Pirée | 9   | 6 | 3 | 0 | 3 | 6  | 13 | -7   |  | Olympiakos Le Pirée        | 0-3 | 0-3 |     | 2-1 |
| 4    | Dinamo Zagreb       | 3   | 6 | 1 | 0 | 5 | 3  | 14 | -11  |  | Dinamo Zagreb              | 0-2 | 2-1 | 0-1 |     |

Source : UEFA
| 1re journée                    | Dinamo Zagreb                                | 2 - 1   | Arsenal FC      | Stade Maksimir, Zagreb                          |                                                 |
| 16 septembre 2015 20h45 (CEST) | Oxlade-Chamberlain 24e (csc) · Fernándes 58e | (1 - 0) | 79e Walcott     | Spectateurs : 17 840 Arbitrage : Ovidiu Hațegan | Spectateurs : 17 840 Arbitrage : Ovidiu Hațegan |
| 16 septembre 2015 20h45 (CEST) |                                              | Rapport | 23e, 40e Giroud | Spectateurs : 17 840 Arbitrage : Ovidiu Hațegan | Spectateurs : 17 840 Arbitrage : Ovidiu Hațegan |

|  | Olympiakos Le Pirée | 0 - 3   | Bayern Munich                       | Stade Karaïskaki, Le Pirée                               |                                                          |
|  |                     | (0 - 0) | 52e 90+2e (pen.) Müller · 89e Götze | Spectateurs : 31 688 Arbitrage : Carlos Velasco Carballo | Spectateurs : 31 688 Arbitrage : Carlos Velasco Carballo |
|  | Rapport             |         |                                     | Spectateurs : 31 688 Arbitrage : Carlos Velasco Carballo | Spectateurs : 31 688 Arbitrage : Carlos Velasco Carballo |

| 2e journée                     | Bayern Munich                                   | 5 - 0   | Dinamo Zagreb | Allianz Arena, Munich                             |                                                   |
| 29 septembre 2015 20h45 (CEST) | Costa 13e · Lewandowski 21e 28e 55e · Götze 25e | (4 - 0) |               | Spectateurs : 70 000 Arbitrage : Aleksei Kulbakov | Spectateurs : 70 000 Arbitrage : Aleksei Kulbakov |
| 29 septembre 2015 20h45 (CEST) | Rapport                                         |         |               | Spectateurs : 70 000 Arbitrage : Aleksei Kulbakov | Spectateurs : 70 000 Arbitrage : Aleksei Kulbakov |

|  | Arsenal FC                | 2 - 3   | Olympiakos Le Pirée                            | Emirates Stadium, Londres                    |                                              |
|  | Walcott 35e · Sanchez 65e | (1 - 2) | 33e Pardo · 40e (csc) Ospina · 66e Finnbogason | Spectateurs : 59 428 Arbitrage : Bas Nijhuis | Spectateurs : 59 428 Arbitrage : Bas Nijhuis |
|  | Rapport                   |         |                                                | Spectateurs : 59 428 Arbitrage : Bas Nijhuis | Spectateurs : 59 428 Arbitrage : Bas Nijhuis |

| 3e journée                   | Arsenal FC              | 2 - 0   | Bayern Munich | Emirates Stadium, Londres                     |                                               |
| 20 octobre 2015 20h45 (CEST) | Giroud 77e · Özil 90+4e | (0 - 0) |               | Spectateurs : 49 824 Arbitrage : Cüneyt Çakır | Spectateurs : 49 824 Arbitrage : Cüneyt Çakır |
| 20 octobre 2015 20h45 (CEST) | Rapport                 |         |               | Spectateurs : 49 824 Arbitrage : Cüneyt Çakır | Spectateurs : 49 824 Arbitrage : Cüneyt Çakır |

|  | Dinamo Zagreb | 0 - 1            | Olympiakos Le Pirée | Stade Maksimir, Zagreb                             |                                                    |
|  |               | (0 - 0)          | 79e Ideye           | Spectateurs : 13 678 Arbitrage : Paolo Tagliavento | Spectateurs : 13 678 Arbitrage : Paolo Tagliavento |
|  | Rapport       | 28e, 79e Pivarić |                     | Spectateurs : 13 678 Arbitrage : Paolo Tagliavento | Spectateurs : 13 678 Arbitrage : Paolo Tagliavento |

| 4e journée                  | Bayern Munich                                             | 5 - 1   | Arsenal FC | Allianz Arena, Munich                            |                                                  |
| 4 novembre 2015 20h45 (CET) | Lewandowski 10e · Müller 29e 89e · Alaba 44e · Robben 55e | (3 - 0) | 69e Giroud | Spectateurs : 70 000 Arbitrage : Gianluca Rocchi | Spectateurs : 70 000 Arbitrage : Gianluca Rocchi |
| 4 novembre 2015 20h45 (CET) | Rapport                                                   |         |            | Spectateurs : 70 000 Arbitrage : Gianluca Rocchi | Spectateurs : 70 000 Arbitrage : Gianluca Rocchi |

|  | Olympiakos Le Pirée | 2 - 1   | Dinamo Zagreb | Stade Karaïskaki, Le Pirée                           |                                                      |
|  | Pardo 65e 90e       | (0 - 1) | 21e Hodžić    | Spectateurs : 31 473 Arbitrage : Antonio Mateu Lahoz | Spectateurs : 31 473 Arbitrage : Antonio Mateu Lahoz |
|  | Rapport             |         |               | Spectateurs : 31 473 Arbitrage : Antonio Mateu Lahoz | Spectateurs : 31 473 Arbitrage : Antonio Mateu Lahoz |

| 5e journée                   | Arsenal FC                 | 3 - 0   | Dinamo Zagreb | Emirates Stadium, Londres                      |                                                |
| 24 novembre 2015 20h45 (CET) | Özil 29e · Sánchez 33e 69e | (2 - 0) |               | Spectateurs : 58 978 Arbitrage : Viktor Kassai | Spectateurs : 58 978 Arbitrage : Viktor Kassai |
| 24 novembre 2015 20h45 (CET) | Rapport                    |         |               | Spectateurs : 58 978 Arbitrage : Viktor Kassai | Spectateurs : 58 978 Arbitrage : Viktor Kassai |

| 6e journée                  | Dinamo Zagreb | 0 - 2   | Bayern Munich       | Stade Maksimir, Zagreb                                |                                                       |
| 9 décembre 2015 20h45 (CET) |               | (0 - 0) | 61e 64e Lewandowski | Spectateurs : 19 681 Arbitrage : Martin Strömbergsson | Spectateurs : 19 681 Arbitrage : Martin Strömbergsson |
| 9 décembre 2015 20h45 (CET) | Rapport       |         |                     | Spectateurs : 19 681 Arbitrage : Martin Strömbergsson | Spectateurs : 19 681 Arbitrage : Martin Strömbergsson |

|  | Olympiakos Le Pirée | 0 - 3   | Arsenal FC                | Stade Karaïskaki, Le Pirée                      |                                                 |
|  |                     | (0 - 1) | 29e 49e 67e (pen.) Giroud | Spectateurs : 31 388 Arbitrage : Nicola Rizzoli | Spectateurs : 31 388 Arbitrage : Nicola Rizzoli |
|  | Rapport             |         |                           | Spectateurs : 31 388 Arbitrage : Nicola Rizzoli | Spectateurs : 31 388 Arbitrage : Nicola Rizzoli |

### Groupe G
| Rang | Équipe              | Pts | J | G | N | P | Bp | Bc | Diff |  | Résultats (▼ dom., ► ext.) |     |     |     |     |
| ---- | ------------------- | --- | - | - | - | - | -- | -- | ---- |  | -------------------------- | --- | --- | --- | --- |
| 1    | Chelsea FC          | 13  | 6 | 4 | 1 | 1 | 13 | 3  | +10  |  | Chelsea FC                 |     | 2-1 | 2-0 | 4-0 |
| 2    | Dynamo Kiev         | 11  | 6 | 3 | 2 | 1 | 8  | 4  | +4   |  | Dynamo Kiev                | 0-0 |     | 2-2 | 1-0 |
| 3    | FC Porto            | 10  | 6 | 3 | 1 | 2 | 9  | 8  | +1   |  | FC Porto                   | 2-1 | 0-2 |     | 2-0 |
| 4    | Maccabi Tel-Aviv FC | 0   | 6 | 0 | 0 | 6 | 1  | 16 | -15  |  | Maccabi Tel-Aviv FC        | 0-4 | 0-2 | 1-3 |     |

Source : UEFA
| 1re journée                    | Dynamo Kiev                | 2 - 2   | FC Porto          | Stade olympique de Kiev, Kiev                |                                              |
| 16 septembre 2015 20h45 (CEST) | Husyev 20e · Buyalskyi 89e | (1 - 1) | 23e 81e Aboubakar | Spectateurs : 52 369 Arbitrage : Felix Brych | Spectateurs : 52 369 Arbitrage : Felix Brych |
| 16 septembre 2015 20h45 (CEST) | Rapport                    |         |                   | Spectateurs : 52 369 Arbitrage : Felix Brych | Spectateurs : 52 369 Arbitrage : Felix Brych |

|  | Chelsea FC                                                  | 4 - 0   | Maccabi Tel-Aviv FC | Stamford Bridge, Londres                      |                                               |
|  | Willian 15e · Oscar 45+4e (pen.) · Costa 58e · Fàbregas 78e | (2 - 0) |                     | Spectateurs : 40 684 Arbitrage : Felix Zwayer | Spectateurs : 40 684 Arbitrage : Felix Zwayer |
|  | Rapport                                                     |         |                     | Spectateurs : 40 684 Arbitrage : Felix Zwayer | Spectateurs : 40 684 Arbitrage : Felix Zwayer |

| 2e journée                     | Maccabi Tel-Aviv FC | 0 - 2   | Dynamo Kiev                | Bloomfield Stadium, Tel Aviv-Jaffa                        |                                                           |
| 29 septembre 2015 20h45 (CEST) |                     | (0 - 1) | 4e Yarmolenko · 50e Moraes | Spectateurs : 27 100 Arbitrage : David Fernández Borbalán | Spectateurs : 27 100 Arbitrage : David Fernández Borbalán |
| 29 septembre 2015 20h45 (CEST) | Rapport             |         |                            | Spectateurs : 27 100 Arbitrage : David Fernández Borbalán | Spectateurs : 27 100 Arbitrage : David Fernández Borbalán |

|  | FC Porto               | 2 - 1   | Chelsea FC    | Estádio do Dragão, Porto                             |                                                      |
|  | André 39e · Maicon 52e | (1 - 1) | 45+2e Willian | Spectateurs : 46 120 Arbitrage : Antonio Mateu Lahoz | Spectateurs : 46 120 Arbitrage : Antonio Mateu Lahoz |
|  | Rapport                |         |               | Spectateurs : 46 120 Arbitrage : Antonio Mateu Lahoz | Spectateurs : 46 120 Arbitrage : Antonio Mateu Lahoz |

| 3e journée                   | FC Porto                    | 2 - 0   | Maccabi Tel-Aviv FC | Estádio do Dragão, Porto                        |                                                 |
| 20 octobre 2015 20h45 (CEST) | Aboubakar 37e · Brahimi 41e | (2 - 0) |                     | Spectateurs : 35 209 Arbitrage : Clément Turpin | Spectateurs : 35 209 Arbitrage : Clément Turpin |
| 20 octobre 2015 20h45 (CEST) | Rapport                     |         |                     | Spectateurs : 35 209 Arbitrage : Clément Turpin | Spectateurs : 35 209 Arbitrage : Clément Turpin |

|  | Dynamo Kiev | 0 - 0   | Chelsea FC | Stade olympique de Kiev, Kiev                  |                                                |
|  |             | (0 - 0) |            | Spectateurs : 60 291 Arbitrage : Damir Skomina | Spectateurs : 60 291 Arbitrage : Damir Skomina |
|  | Rapport     |         |            | Spectateurs : 60 291 Arbitrage : Damir Skomina | Spectateurs : 60 291 Arbitrage : Damir Skomina |

| 4e journée                  | Maccabi Tel-Aviv FC | 1 - 3   | FC Porto                          | Bloomfield Stadium, Tel Aviv-Jaffa                       |                                                          |
| 4 novembre 2015 20h45 (CET) | Zahavi 75e (pen.)   | (0 - 1) | 19e Tello · 49e André · 72e Layún | Spectateurs : 26 646 Arbitrage : Anastasios Sidiropoulos | Spectateurs : 26 646 Arbitrage : Anastasios Sidiropoulos |
| 4 novembre 2015 20h45 (CET) | Rapport             |         |                                   | Spectateurs : 26 646 Arbitrage : Anastasios Sidiropoulos | Spectateurs : 26 646 Arbitrage : Anastasios Sidiropoulos |

|  | Chelsea FC                       | 2 - 1   | Dynamo Kiev  | Stamford Bridge, Londres                        |                                                 |
|  | Dragović 34e (csc) · Willian 83e | (1 - 0) | 78e Dragović | Spectateurs : 41 241 Arbitrage : Pavel Královec | Spectateurs : 41 241 Arbitrage : Pavel Královec |
|  | Rapport                          |         |              | Spectateurs : 41 241 Arbitrage : Pavel Královec | Spectateurs : 41 241 Arbitrage : Pavel Královec |

| 5e journée                   | FC Porto | 0 - 2   | Dynamo Kiev                          | Estádio do Dragão, Porto                                 |                                                          |
| 24 novembre 2015 20h45 (CET) |          | (0 - 1) | 35e (pen.) Yarmolenko · 64e González | Spectateurs : 31 220 Arbitrage : Carlos Velasco Carballo | Spectateurs : 31 220 Arbitrage : Carlos Velasco Carballo |
| 24 novembre 2015 20h45 (CET) | Rapport  |         |                                      | Spectateurs : 31 220 Arbitrage : Carlos Velasco Carballo | Spectateurs : 31 220 Arbitrage : Carlos Velasco Carballo |

|              | Maccabi Tel-Aviv FC | 0 - 4   | Chelsea FC                                         | Bloomfield Stadium, Tel Aviv-Jaffa                        |                                                           |
|              |                     | (0 - 1) | 20e Cahill · 73e Willian · 77e Oscar · 90+1e Zouma | Spectateurs : 29 121 Arbitrage : Alberto Undiano Mallenco | Spectateurs : 29 121 Arbitrage : Alberto Undiano Mallenco |
| Ben Haim 41e | Rapport             |         |                                                    | Spectateurs : 29 121 Arbitrage : Alberto Undiano Mallenco | Spectateurs : 29 121 Arbitrage : Alberto Undiano Mallenco |

| 6e journée                  | Dynamo Kiev | 1 - 0   | Maccabi Tel-Aviv FC | Stade olympique de Kiev, Kiev               |                                             |
| 9 décembre 2015 20h45 (CET) | Harmash 16e | (1 - 0) |                     | Spectateurs : 475 Arbitrage : Björn Kuipers | Spectateurs : 475 Arbitrage : Björn Kuipers |
| 9 décembre 2015 20h45 (CET) | Rapport     |         |                     | Spectateurs : 475 Arbitrage : Björn Kuipers | Spectateurs : 475 Arbitrage : Björn Kuipers |

|  | Chelsea FC                      | 2 - 0   | FC Porto | Stamford Bridge, Londres                      |                                               |
|  | Marcano 12e (csc) · Willian 52e | (1 - 0) |          | Spectateurs : 41 096 Arbitrage : Cüneyt Çakır | Spectateurs : 41 096 Arbitrage : Cüneyt Çakır |
|  | Rapport                         |         |          | Spectateurs : 41 096 Arbitrage : Cüneyt Çakır | Spectateurs : 41 096 Arbitrage : Cüneyt Çakır |

### Groupe H
| Rang | Équipe                   | Pts | J | G | N | P | Bp | Bc | Diff |  | Résultats (▼ dom., ► ext.) |     |     |     |     |
| ---- | ------------------------ | --- | - | - | - | - | -- | -- | ---- |  | -------------------------- | --- | --- | --- | --- |
| 1    | Zénith Saint-Pétersbourg | 15  | 6 | 5 | 0 | 1 | 13 | 6  | +7   |  | Zénith Saint-Pétersbourg   |     | 2-1 | 2-0 | 3-1 |
| 2    | KAA La Gantoise          | 10  | 6 | 3 | 1 | 2 | 8  | 7  | +1   |  | KAA La Gantoise            | 2-1 |     | 1-0 | 1-1 |
| 3    | Valence CF               | 6   | 6 | 2 | 0 | 4 | 5  | 9  | -4   |  | Valence CF                 | 2-3 | 2-1 |     | 0-2 |
| 4    | Olympique lyonnais       | 4   | 6 | 1 | 1 | 4 | 5  | 9  | -4   |  | Olympique lyonnais         | 0-2 | 1-2 | 0-1 |     |

Source : UEFA
| 1re journée                    | Valence CF              | 2 - 3   | Zénith Saint-Pétersbourg | Stade de Mestalla, Valence                     |                                                |
| 16 septembre 2015 20h45 (CEST) | Cancelo 55e · Gomes 73e | (0 - 2) | 9e 45e Hulk · 76e Witsel | Spectateurs : 28 005 Arbitrage : Craig Thomson | Spectateurs : 28 005 Arbitrage : Craig Thomson |
| 16 septembre 2015 20h45 (CEST) | Rapport                 |         |                          | Spectateurs : 28 005 Arbitrage : Craig Thomson | Spectateurs : 28 005 Arbitrage : Craig Thomson |

|                           | KAA La Gantoise | 1 - 1   | Olympique lyonnais | Ghelamco Arena, Gand                           |                                                |
|                           | Milićević 68e   | (0 - 0) | 58e Jallet         | Spectateurs : 19 601 Arbitrage : Wollie Collum | Spectateurs : 19 601 Arbitrage : Wollie Collum |
| Dejaegere 41e · Foket 87e | Rapport         |         |                    | Spectateurs : 19 601 Arbitrage : Wollie Collum | Spectateurs : 19 601 Arbitrage : Wollie Collum |

| 2e journée                     | Olympique lyonnais | 0 - 1   | Valence CF   | Stade de Gerland, Lyon                         |                                                |
| 29 septembre 2015 20h45 (CEST) |                    | (0 - 1) | 42e Feghouli | Spectateurs : 33 534 Arbitrage : Milorad Mažić | Spectateurs : 33 534 Arbitrage : Milorad Mažić |
| 29 septembre 2015 20h45 (CEST) | Rapport            |         |              | Spectateurs : 33 534 Arbitrage : Milorad Mažić | Spectateurs : 33 534 Arbitrage : Milorad Mažić |

|  | Zénith Saint-Pétersbourg | 2 - 1   | KAA La Gantoise | Stade Petrovski, Saint-Pétersbourg         |                                            |
|  | Dzyuba 35e · Shatov 67e  | (1 - 0) | 56e Matton      | Spectateurs : 18 095 Arbitrage : Matej Jug | Spectateurs : 18 095 Arbitrage : Matej Jug |
|  | Rapport                  |         |                 | Spectateurs : 18 095 Arbitrage : Matej Jug | Spectateurs : 18 095 Arbitrage : Matej Jug |

| 3e journée                   | Zénith Saint-Pétersbourg         | 3 - 1   | Olympique lyonnais | Stade Petrovski, Saint-Pétersbourg               |                                                  |
| 20 octobre 2015 20h45 (CEST) | Dzyuba 3e · Hulk 56e · Danny 82e | (1 - 0) | 49e Lacazette      | Spectateurs : 17 517 Arbitrage : Martin Atkinson | Spectateurs : 17 517 Arbitrage : Martin Atkinson |
| 20 octobre 2015 20h45 (CEST) | Rapport                          |         |                    | Spectateurs : 17 517 Arbitrage : Martin Atkinson | Spectateurs : 17 517 Arbitrage : Martin Atkinson |

|  | Valence CF                             | 2 - 1   | KAA La Gantoise | Stade de Mestalla, Valence                    |                                               |
|  | Nielsen 15e (csc) · Mitrović 72e (csc) | (1 - 1) | 40e Foket       | Spectateurs : 38 207 Arbitrage : Felix Zwayer | Spectateurs : 38 207 Arbitrage : Felix Zwayer |
|  | Rapport                                |         |                 | Spectateurs : 38 207 Arbitrage : Felix Zwayer | Spectateurs : 38 207 Arbitrage : Felix Zwayer |

| 4e journée                  | Olympique lyonnais | 0 - 2   | Zénith Saint-Pétersbourg | Stade de Gerland, Lyon                       |                                              |
| 4 novembre 2015 20h45 (CET) |                    | (0 - 1) | 25e 57e Dzyuba           | Spectateurs : 30 173 Arbitrage : Felix Brych | Spectateurs : 30 173 Arbitrage : Felix Brych |
| 4 novembre 2015 20h45 (CET) | Gonalons 32e, 72e  | Rapport | 56e, 88e Anyukov         | Spectateurs : 30 173 Arbitrage : Felix Brych | Spectateurs : 30 173 Arbitrage : Felix Brych |

|  | KAA La Gantoise | 1 - 0   | Valence CF | Ghelamco Arena, Gand                            |                                                 |
|  | Kums 49e (pen.) | (0 - 0) |            | Spectateurs : 19 452 Arbitrage : Daniele Orsato | Spectateurs : 19 452 Arbitrage : Daniele Orsato |
|  | Rapport         |         |            | Spectateurs : 19 452 Arbitrage : Daniele Orsato | Spectateurs : 19 452 Arbitrage : Daniele Orsato |

| 5e journée                   | Zénith Saint-Pétersbourg | 2 - 0   | Valence CF | Stade Petrovski, Saint-Pétersbourg                 |                                                    |
| 24 novembre 2015 18h00 (CET) | Shatov 15e · Dzyuba 74e  | (1 - 0) |            | Spectateurs : 17 002 Arbitrage : Svein Oddvar Moen | Spectateurs : 17 002 Arbitrage : Svein Oddvar Moen |
| 24 novembre 2015 18h00 (CET) |                          | Rapport | 80e Vezo   | Spectateurs : 17 002 Arbitrage : Svein Oddvar Moen | Spectateurs : 17 002 Arbitrage : Svein Oddvar Moen |

|             | Olympique lyonnais | 1 - 2   | KAA La Gantoise                 | Stade de Gerland, Lyon                          |                                                 |
| 20h45 (CET) | Ferri 7e           | (1 - 1) | 32e Milićević · 90+5e Coulibaly | Spectateurs : 30 205 Arbitrage : Sergei Karasev | Spectateurs : 30 205 Arbitrage : Sergei Karasev |
| 20h45 (CET) | Rapport            |         |                                 | Spectateurs : 30 205 Arbitrage : Sergei Karasev | Spectateurs : 30 205 Arbitrage : Sergei Karasev |

| 6e journée                  | Valence CF | 0 - 2   | Olympique lyonnais         | Stade de Mestalla, Valence                 |                                            |
| 9 décembre 2015 20h45 (CET) |            | (0 - 1) | 37e Cornet · 76e Lacazette | Spectateurs : 32 494 Arbitrage : Matej Jug | Spectateurs : 32 494 Arbitrage : Matej Jug |
| 9 décembre 2015 20h45 (CET) | Rapport    |         |                            | Spectateurs : 32 494 Arbitrage : Matej Jug | Spectateurs : 32 494 Arbitrage : Matej Jug |

|  | KAA La Gantoise              | 2 - 1   | Zénith Saint-Pétersbourg | Ghelamco Arena, Gand                             |                                                  |
|  | Depoitre 18e · Milićević 78e | (1 - 0) | 65e Dzyuba               | Spectateurs : 19 978 Arbitrage : Manuel de Sousa | Spectateurs : 19 978 Arbitrage : Manuel de Sousa |
|  | Rapport                      |         |                          | Spectateurs : 19 978 Arbitrage : Manuel de Sousa | Spectateurs : 19 978 Arbitrage : Manuel de Sousa |

## Phase à élimination directe

### Huitièmes de finale
Le tirage au sort des huitièmes de finale a lieu le 14 décembre 2015. Les matchs aller se jouent les 16, 17, 23 et 24 février, et les matchs retour les 8, 9, 15 et 16 mars 2016.
| Équipe              | Aller | Total           | Retour   | Équipe                   |
| ------------------- | ----- | --------------- | -------- | ------------------------ |
| KAA La Gantoise     | 2 – 3 | 2 – 4           | 0 – 1    | VfL Wolfsbourg           |
| AS Rome             | 0 – 2 | 0 – 4           | 0 – 2    | Real Madrid              |
| Paris Saint-Germain | 2 – 1 | 4 – 2           | 2 – 1    | Chelsea FC               |
| Arsenal FC          | 0 – 2 | 1 – 5           | 1 – 3    | FC Barcelone             |
| Juventus FC         | 2 – 2 | 4 – 6           | 2 – 4 ap | Bayern Munich            |
| PSV Eindhoven       | 0 – 0 | 0 – 0 7 - 8 tab | 0 – 0 ap | Atlético Madrid          |
| SL Benfica          | 1 – 0 | 3 – 1           | 2 – 1    | Zénith Saint-Pétersbourg |
| Dynamo Kiev         | 1 – 3 | 1 – 3           | 0 – 0    | Manchester City          |

| 16 février 2016 | Paris Saint-Germain          | 2 - 1   | Chelsea FC  | Parc des Princes, Paris                                  |                                                          |
| 20h45 CET       | Ibrahimović 39e · Cavani 78e | (1 - 1) | 45+1e Mikel | Spectateurs : 46 505 Arbitrage : Carlos Velasco Carballo | Spectateurs : 46 505 Arbitrage : Carlos Velasco Carballo |
| 20h45 CET       | Rapport                      |         |             | Spectateurs : 46 505 Arbitrage : Carlos Velasco Carballo | Spectateurs : 46 505 Arbitrage : Carlos Velasco Carballo |

| 9 mars 2016 | Chelsea FC | 1 - 2   | Paris Saint-Germain          | Stamford Bridge, Londres                     |                                              |
| 20h45 CET   | Costa 27e  | (1 - 1) | 16e Rabiot · 67e Ibrahimović | Spectateurs : 37 591 Arbitrage : Felix Brych | Spectateurs : 37 591 Arbitrage : Felix Brych |
| 20h45 CET   | Rapport    |         |                              | Spectateurs : 37 591 Arbitrage : Felix Brych | Spectateurs : 37 591 Arbitrage : Felix Brych |

| 16 février 2016 | SL Benfica  | 1 - 0   | Zénith Saint-Pétersbourg | Estádio da Luz, Lisbonne                         |                                                  |
| 20h45 CET       | Jonas 90+1e | (0 - 0) |                          | Spectateurs : 48 615 Arbitrage : Gianluca Rocchi | Spectateurs : 48 615 Arbitrage : Gianluca Rocchi |
| 20h45 CET       |             | Rapport | 67e, 90e Criscito        | Spectateurs : 48 615 Arbitrage : Gianluca Rocchi | Spectateurs : 48 615 Arbitrage : Gianluca Rocchi |

| 9 mars 2016 | Zénith Saint-Pétersbourg | 1 - 2   | SL Benfica                 | Stade Petrovski, Saint-Pétersbourg             |                                                |
| 18h00 CET   | Hulk 69e                 | (0 - 0) | 85e Gaitán · 90+5e Talisca | Spectateurs : 17 688 Arbitrage : Viktor Kassai | Spectateurs : 17 688 Arbitrage : Viktor Kassai |
| 18h00 CET   | Rapport                  |         |                            | Spectateurs : 17 688 Arbitrage : Viktor Kassai | Spectateurs : 17 688 Arbitrage : Viktor Kassai |

| 17 février 2016 | KAA La Gantoise          | 2 - 3   | VfL Wolfsburg               | Ghelamco Arena, Gand                               |                                                    |
| 20h45 CET       | Kums 80e · Coulibaly 89e | (0 - 1) | 44e 54e Draxler · 60e Kruse | Spectateurs : 19 978 Arbitrage : Svein Oddvar Moen | Spectateurs : 19 978 Arbitrage : Svein Oddvar Moen |
| 20h45 CET       | Rapport                  |         |                             | Spectateurs : 19 978 Arbitrage : Svein Oddvar Moen | Spectateurs : 19 978 Arbitrage : Svein Oddvar Moen |

| 8 mars 2016 | VfL Wolfsburg | 1 - 0   | KAA La Gantoise | Volkswagen-Arena, Wolfsbourg                   |                                                |
| 20h45 CET   | Schürrle 74e  | (0 - 0) |                 | Spectateurs : 23 457 Arbitrage : Damir Skomina | Spectateurs : 23 457 Arbitrage : Damir Skomina |
| 20h45 CET   | Rapport       |         |                 | Spectateurs : 23 457 Arbitrage : Damir Skomina | Spectateurs : 23 457 Arbitrage : Damir Skomina |

| 17 février 2016 | AS Rome | 0 - 2   | Real Madrid            | Stadio Olimpico, Rome                           |                                                 |
| 20h45 CET       |         | (0 - 0) | 57e Ronaldo · 86e Jesé | Spectateurs : 55 612 Arbitrage : Pavel Královec | Spectateurs : 55 612 Arbitrage : Pavel Královec |
| 20h45 CET       | Rapport |         |                        | Spectateurs : 55 612 Arbitrage : Pavel Královec | Spectateurs : 55 612 Arbitrage : Pavel Královec |

| 8 mars 2016 | Real Madrid                 | 2 - 0   | AS Rome | Stade Santiago Bernabéu, Madrid                   |                                                   |
| 20h45 CET   | Ronaldo 64e · Rodríguez 68e | (0 - 0) |         | Spectateurs : 76 654 Arbitrage : Szymon Marciniak | Spectateurs : 76 654 Arbitrage : Szymon Marciniak |
| 20h45 CET   | Rapport                     |         |         | Spectateurs : 76 654 Arbitrage : Szymon Marciniak | Spectateurs : 76 654 Arbitrage : Szymon Marciniak |

| 23 février 2016 | Arsenal FC | 0 - 2   | FC Barcelone         | Emirates Stadium, Londres                     |                                               |
| 20h45 CET       |            | (0 - 0) | 71e 83e (pen.) Messi | Spectateurs : 59 889 Arbitrage : Cüneyt Çakır | Spectateurs : 59 889 Arbitrage : Cüneyt Çakır |
| 20h45 CET       | Rapport    |         |                      | Spectateurs : 59 889 Arbitrage : Cüneyt Çakır | Spectateurs : 59 889 Arbitrage : Cüneyt Çakır |

| 16 mars 2016 | FC Barcelone                        | 3 - 1   | Arsenal FC   | Camp Nou, Barcelone                             |                                                 |
| 20h45 CET    | Neymar 18e · Suárez 65e · Messi 88e | (1 - 0) | 51e El Nenny | Spectateurs : 76 092 Arbitrage : Sergei Karasev | Spectateurs : 76 092 Arbitrage : Sergei Karasev |
| 20h45 CET    | Rapport                             |         |              | Spectateurs : 76 092 Arbitrage : Sergei Karasev | Spectateurs : 76 092 Arbitrage : Sergei Karasev |

| 23 février 2016 | Juventus FC              | 2 - 2   | Bayern Munich           | Juventus Stadium, Turin                          |                                                  |
| 20h45 CET       | Dybala 63e · Sturaro 76e | (0 - 1) | 43e Müller · 55e Robben | Spectateurs : 41 332 Arbitrage : Martin Atkinson | Spectateurs : 41 332 Arbitrage : Martin Atkinson |
| 20h45 CET       | Rapport                  |         |                         | Spectateurs : 41 332 Arbitrage : Martin Atkinson | Spectateurs : 41 332 Arbitrage : Martin Atkinson |

| 16 mars 2016 | Bayern Munich                                             | 4 - 2 ap       | Juventus FC             | Allianz Arena, Munich                           |                                                 |
| 20h45 CET    | Lewandowski 73e · Müller 90+1e · Thiago 108e · Coman 110e | (0 - 2, 2 - 2) | 5e Pogba · 28e Cuadrado | Spectateurs : 70 000 Arbitrage : Jonas Eriksson | Spectateurs : 70 000 Arbitrage : Jonas Eriksson |
| 20h45 CET    | Rapport                                                   |                |                         | Spectateurs : 70 000 Arbitrage : Jonas Eriksson | Spectateurs : 70 000 Arbitrage : Jonas Eriksson |

| 24 février 2016 | PSV Eindhoven    | 0 - 0   | Atlético Madrid | Philips Stadion, Eindhoven                      |                                                 |
| 20h45 CET       |                  | (0 - 0) |                 | Spectateurs : 34 948 Arbitrage : Daniele Orsato | Spectateurs : 34 948 Arbitrage : Daniele Orsato |
| 20h45 CET       | Pereiro 54e, 68e | Rapport |                 | Spectateurs : 34 948 Arbitrage : Daniele Orsato | Spectateurs : 34 948 Arbitrage : Daniele Orsato |

| 15 mars 2016 | Atlético Madrid                                                     | 0 - 0 ap          | PSV Eindhoven                                                                   | Stade Vicente-Calderón, Madrid                    |                                                   |
| 20h45 CET    |                                                                     | (0 - 0)           |                                                                                 | Spectateurs : 50 135 Arbitrage : Mark Clattenburg | Spectateurs : 50 135 Arbitrage : Mark Clattenburg |
| 20h45 CET    | Rapport                                                             |                   |                                                                                 | Spectateurs : 50 135 Arbitrage : Mark Clattenburg | Spectateurs : 50 135 Arbitrage : Mark Clattenburg |
| 20h45 CET    | Griezmann · Gabi · Koke · Saúl · Torres · Giménez · Luís · Juanfran | Tirs au but 8 - 7 | van Ginkel · Guardado · Pröpper · Bruma · Moreno · Lestienne · Arias · Narsingh | Spectateurs : 50 135 Arbitrage : Mark Clattenburg | Spectateurs : 50 135 Arbitrage : Mark Clattenburg |

| 24 février 2016 | Dynamo Kiev   | 1 - 3   | Manchester City                    | Stade olympique, Kiev                                |                                                      |
| 20h45 CET       | Buyalskyi 59e | (0 - 2) | 15e Agüero · 40e Silva · 90e Touré | Spectateurs : 53 691 Arbitrage : Antonio Mateu Lahoz | Spectateurs : 53 691 Arbitrage : Antonio Mateu Lahoz |
| 20h45 CET       | Rapport       |         |                                    | Spectateurs : 53 691 Arbitrage : Antonio Mateu Lahoz | Spectateurs : 53 691 Arbitrage : Antonio Mateu Lahoz |

| 15 mars 2016 | Manchester City | 0 - 0   | Dynamo Kiev | Etihad Stadium, Manchester                      |                                                 |
| 20h45 CET    |                 | (0 - 0) |             | Spectateurs : 43 630 Arbitrage : Ovidiu Hațegan | Spectateurs : 43 630 Arbitrage : Ovidiu Hațegan |
| 20h45 CET    | Rapport         |         |             | Spectateurs : 43 630 Arbitrage : Ovidiu Hațegan | Spectateurs : 43 630 Arbitrage : Ovidiu Hațegan |

### Quarts de finale
Le tirage au sort des quarts de finale a lieu le 18 mars 2016. Les matchs aller se jouent les 5 et 6 avril, et les matchs retour les 12 et 13 avril 2016.
| Équipe              | Aller | Total | Retour | Équipe          |
| ------------------- | ----- | ----- | ------ | --------------- |
| VfL Wolfsbourg      | 2 - 0 | 2 - 3 | 0 - 3  | Real Madrid     |
| Bayern Munich       | 1 - 0 | 3 - 2 | 2 - 2  | SL Benfica      |
| FC Barcelone        | 2 - 1 | 2 - 3 | 0 - 2  | Atlético Madrid |
| Paris Saint-Germain | 2 - 2 | 2 - 3 | 0 - 1  | Manchester City |

| 6 avril 2016 | VfL Wolfsbourg                    | 2 - 0   | Real Madrid | Volkswagen-Arena, Wolfsbourg                     |                                                  |
| 20h45 CEST   | Rodríguez 18e (pen.) · Arnold 25e | (2 - 0) |             | Spectateurs : 26 400 Arbitrage : Gianluca Rocchi | Spectateurs : 26 400 Arbitrage : Gianluca Rocchi |
| 20h45 CEST   | Rapport                           |         |             | Spectateurs : 26 400 Arbitrage : Gianluca Rocchi | Spectateurs : 26 400 Arbitrage : Gianluca Rocchi |

| 12 avril 2016 | Real Madrid         | 3 - 0   | VfL Wolfsbourg | Stade Santiago Bernabéu, Madrid                |                                                |
| 20h45 CEST    | Ronaldo 16e 17e 77e | (2 - 0) |                | Spectateurs : 76 684 Arbitrage : Viktor Kassai | Spectateurs : 76 684 Arbitrage : Viktor Kassai |
| 20h45 CEST    | Rapport             |         |                | Spectateurs : 76 684 Arbitrage : Viktor Kassai | Spectateurs : 76 684 Arbitrage : Viktor Kassai |

| 5 avril 2016 | Bayern Munich | 1 - 0   | SL Benfica | Allianz Arena, Munich                             |                                                   |
| 20h45 CEST   | Vidal 2e      | (1 - 0) |            | Spectateurs : 70 000 Arbitrage : Szymon Marciniak | Spectateurs : 70 000 Arbitrage : Szymon Marciniak |
| 20h45 CEST   | Rapport       |         |            | Spectateurs : 70 000 Arbitrage : Szymon Marciniak | Spectateurs : 70 000 Arbitrage : Szymon Marciniak |

| 13 avril 2016 | SL Benfica                | 2 - 2   | Bayern Munich          | Estádio da Luz, Lisbonne                       |                                                |
| 20h45 CEST    | Jiménez 27e · Talisca 76e | (1 - 1) | 38e Vidal · 52e Müller | Spectateurs : 63 235 Arbitrage : Björn Kuipers | Spectateurs : 63 235 Arbitrage : Björn Kuipers |
| 20h45 CEST    | Rapport                   |         |                        | Spectateurs : 63 235 Arbitrage : Björn Kuipers | Spectateurs : 63 235 Arbitrage : Björn Kuipers |

| 5 avril 2016 | FC Barcelone   | 2 - 1   | Atlético Madrid | Camp Nou, Barcelone                          |                                              |
| 20h45 CEST   | Suárez 63e 74e | (0 - 1) | 25e Torres      | Spectateurs : 88 534 Arbitrage : Felix Brych | Spectateurs : 88 534 Arbitrage : Felix Brych |
| 20h45 CEST   |                | Rapport | 29e, 35e Torres | Spectateurs : 88 534 Arbitrage : Felix Brych | Spectateurs : 88 534 Arbitrage : Felix Brych |

| 13 avril 2016 | Atlético Madrid          | 2 - 0   | FC Barcelone | Stade Vicente-Calderón, Madrid                  |                                                 |
| 20h45 CEST    | Griezmann 36e 88e (pen.) | (1 - 0) |              | Spectateurs : 52 851 Arbitrage : Nicola Rizzoli | Spectateurs : 52 851 Arbitrage : Nicola Rizzoli |
| 20h45 CEST    | Rapport                  |         |              | Spectateurs : 52 851 Arbitrage : Nicola Rizzoli | Spectateurs : 52 851 Arbitrage : Nicola Rizzoli |

| 6 avril 2016 | Paris Saint-Germain          | 2 - 2   | Manchester City                 | Parc des Princes, Paris                        |                                                |
| 20h45 CEST   | Ibrahimović 41e · Rabiot 59e | (1 - 1) | 38e De Bruyne · 72e Fernandinho | Spectateurs : 47 228 Arbitrage : Milorad Mažić | Spectateurs : 47 228 Arbitrage : Milorad Mažić |
| 20h45 CEST   | Rapport                      |         |                                 | Spectateurs : 47 228 Arbitrage : Milorad Mažić | Spectateurs : 47 228 Arbitrage : Milorad Mažić |

| 12 avril 2016 | Manchester City | 1 - 0   | Paris Saint-Germain | Etihad Stadium, Manchester                               |                                                          |
| 20h45 CEST    | De Bruyne 76e   | (0 - 0) |                     | Spectateurs : 53 039 Arbitrage : Carlos Velasco Carballo | Spectateurs : 53 039 Arbitrage : Carlos Velasco Carballo |
| 20h45 CEST    | Rapport         |         |                     | Spectateurs : 53 039 Arbitrage : Carlos Velasco Carballo | Spectateurs : 53 039 Arbitrage : Carlos Velasco Carballo |

### Demi-finales
Le tirage au sort des demi-finales a lieu le 15 avril 2016. Les matchs aller se jouent les 26 et 27 avril, et les matchs retour les 3 et 4 mai 2016.
| Équipe          | Aller | Total  | Retour | Équipe        |
| --------------- | ----- | ------ | ------ | ------------- |
| Manchester City | 0 - 0 | 0 - 1  | 0 - 1  | Real Madrid   |
| Atlético Madrid | 1 - 0 | 2E - 2 | 1 - 2  | Bayern Munich |

| 26 avril 2016 | Manchester City | 0 - 0   | Real Madrid | Etihad Stadium, Manchester                    |                                               |
| 20h45 CEST    |                 | (0 - 0) |             | Spectateurs : 52 221 Arbitrage : Cüneyt Çakır | Spectateurs : 52 221 Arbitrage : Cüneyt Çakır |
| 20h45 CEST    | Rapport         |         |             | Spectateurs : 52 221 Arbitrage : Cüneyt Çakır | Spectateurs : 52 221 Arbitrage : Cüneyt Çakır |

| 4 mai 2016 | Real Madrid        | 1 - 0   | Manchester City | Stade Santiago Bernabéu, Madrid                |                                                |
| 20h45 CEST | Fernando 20e (csc) | (1 - 0) |                 | Spectateurs : 78 300 Arbitrage : Damir Skomina | Spectateurs : 78 300 Arbitrage : Damir Skomina |
| 20h45 CEST | Rapport            |         |                 | Spectateurs : 78 300 Arbitrage : Damir Skomina | Spectateurs : 78 300 Arbitrage : Damir Skomina |

| 27 avril 2016 | Atlético Madrid | 1 - 0   | Bayern Munich | Stade Vicente-Calderón, Madrid                    |                                                   |
| 20h45 CEST    | Saúl 11e        | (1 - 0) |               | Spectateurs : 52 127 Arbitrage : Mark Clattenburg | Spectateurs : 52 127 Arbitrage : Mark Clattenburg |
| 20h45 CEST    | Rapport         |         |               | Spectateurs : 52 127 Arbitrage : Mark Clattenburg | Spectateurs : 52 127 Arbitrage : Mark Clattenburg |

| 3 mai 2016 | Bayern Munich                | 2 - 1   | Atlético Madrid | Allianz Arena, Munich                         |                                               |
| 20h45 CEST | Alonso 31e · Lewandowski 74e | (1 - 0) | 54e Griezmann   | Spectateurs : 70 000 Arbitrage : Cüneyt Çakır | Spectateurs : 70 000 Arbitrage : Cüneyt Çakır |
| 20h45 CEST | Rapport                      |         |                 | Spectateurs : 70 000 Arbitrage : Cüneyt Çakır | Spectateurs : 70 000 Arbitrage : Cüneyt Çakır |

### Finale
| 28 mai 2016 | Real Madrid                                                                    | 1 - 1 ap          | Atlético Madrid                    | San Siro, Milan                                   |                                                   |
| 20h45 CEST  | Ramos 15e                                                                      | (1 - 0, 1 - 1)    | 79e Carrasco                       | Spectateurs : 71 942 Arbitrage : Mark Clattenburg | Spectateurs : 71 942 Arbitrage : Mark Clattenburg |
| 20h45 CEST  | Carvajal 11e · Navas 47e · Casemiro 79e · Ramos 90+3e · Danilo 93e · Pepe 112e | Rapport           | 61e Torres · 90+3e Gabi ·          | Spectateurs : 71 942 Arbitrage : Mark Clattenburg | Spectateurs : 71 942 Arbitrage : Mark Clattenburg |
| 20h45 CEST  | Vázquez · Marcelo · Bale · Ramos · Ronaldo                                     | Tirs au but 5 - 3 | Griezmann · Gabi · Saúl · Juanfran | Spectateurs : 71 942 Arbitrage : Mark Clattenburg | Spectateurs : 71 942 Arbitrage : Mark Clattenburg |